# Krabi
Krabi (en tailandés: กระบี่) es la ciudad más importante y la capital de la provincia de Krabi, en Tailandia. Se encuentra al sur de la costa este de aquel país, justo en la desembocadura del río Krabi, donde se halla la bahía de Phang Nga. La economía de la ciudad se basa principalmente en el turismo.
Al 2010 tenía una población de 52.867 habitantes. Se encuentra a 783 kilómetros al sur de Bangkok por carretera.
En el año 2014 la provincia de Krabi tenía una población de 456.811 habitantes.

## Historia

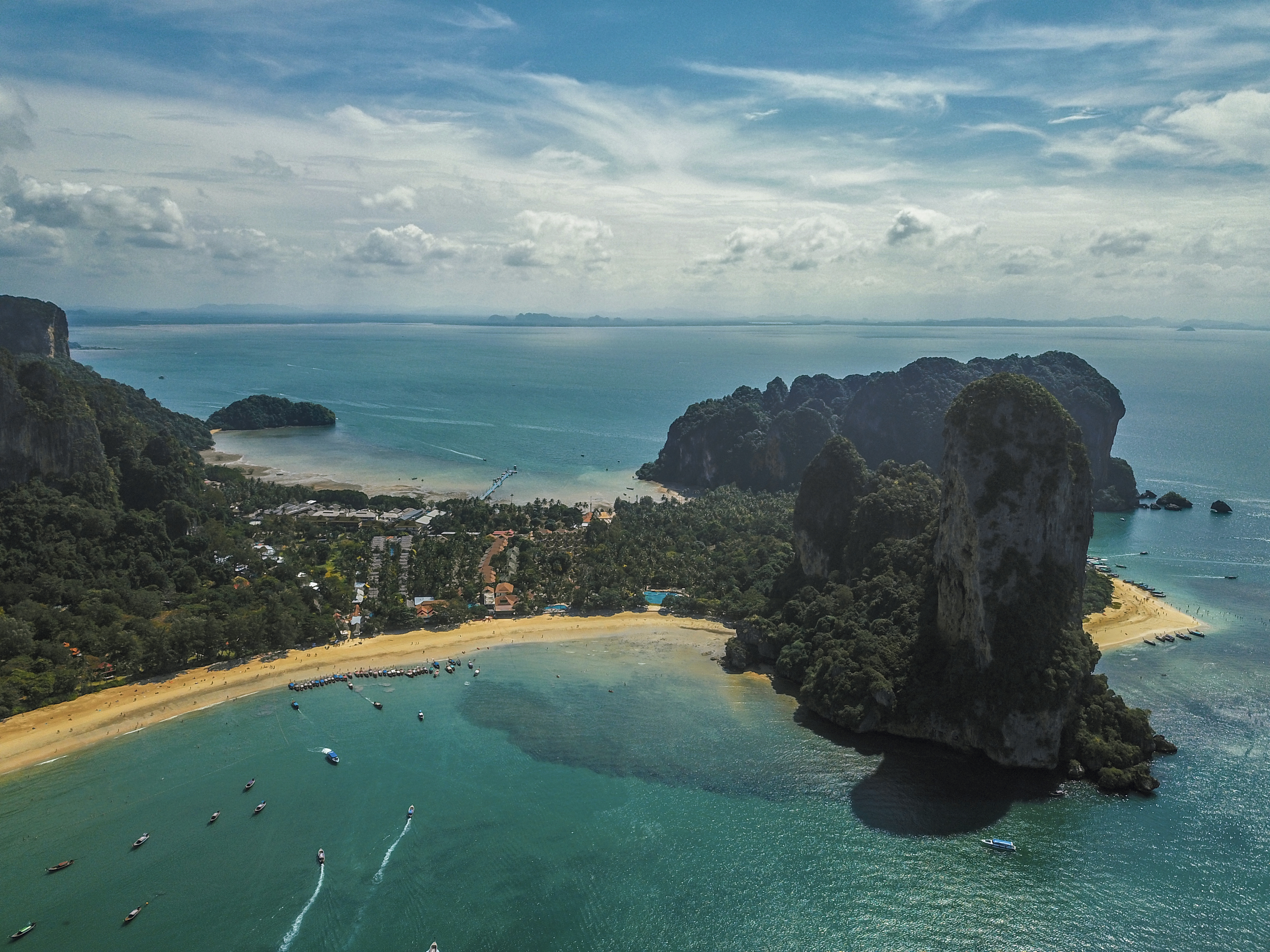
Playa de Railay

Al comienzo del período Rattanakosin o Bangkok a fines del siglo XVIII, cuando la capital se estableció finalmente en Bangkok, se estableció un kraal de elefantes en Krabi por la orden de Chao Phraya Nakorn (Noi), el gobernador de Nakhon Si Thammarat, que fue por entonces parte del Reino de Tailandia. Envió a su visir, el Phra Palad, a supervisar esta tarea, que era garantizar un suministro regular de elefantes para la ciudad más grande. Tantos seguidores emigraron en los escalones de Phra Palad que pronto Krabi tuvo una gran comunidad en tres distritos diferentes: Pakasai, Khlong Pon y Pak Lao. En 1872, el rey Chulalongkorn elevó estos a estatus de ciudad, llamado Krabi, una palabra que conserva en su significado el simbolismo de los monos de la antigua norma. El primer gobernador de la ciudad fue Luang Thep Sena, aunque continuó por un tiempo como una dependencia de Nakhon Si Thammarat. Esto fue cambiado en 1875, cuando Krabi fue elevado a una ciudad de cuarto nivel en el antiguo sistema de gobierno tailandés. Luego, los administradores informaron directamente al gobierno central en Bangkok, y la historia de Krabi como una entidad separada de otras provincias había comenzado.

## Clima
Frente al Mar de Andamán, como Phuket, Krabi tiene un clima tropical monzónico, y está sujeto a una temporada de lluvias de diez meses entre marzo y diciembre, a menudo con fuertes lluvias sostenidas durante días a la vez durante los monzones. La temperatura más alta registrada en Krabi fue de 39,1 °C (102,4 °F) el 26 de marzo de 1998. Su temperatura más baja se registró el 11 de enero de 2009: 15,3 °C (59,5 °F).

## Demografía
Desde 2005, la población de Krabi ha aumentado de manera constante.
| Fecha     | 31 de diciembre de 2005 | 31 de diciembre de 2010 | 31 de diciembre de 2015 | 31 de diciembre de 2019 |
| --------- | ----------------------- | ----------------------- | ----------------------- | ----------------------- |
| Población | 24 986 habitantes       | 27 333 habitantes       | 31 378 habitantes       | 32 644 habitantes       |

## Turismo
La provincia posee diversos parques nacionales. Los principales destinos desde Krabi son el parque nacional Hat Noppharat Thara - Mu Ko Phi Phi, Ao Nang, Railay, y Ko Phi Phi. En la provincia hay cerca de 80 islas alrededor donde se practican actividades náuticas.
El parque nacional Ko Lanta, también en la provincia de Krabi, incluye varias islas bordeadas de coral con sitios de buceo muy conocidos. La isla más grande, Ko Lanta Yai, es el lugar donde se encuentra la sede del parque, y está habitada por los "chao le", o gitanos del mar, que se mantienen en gran medida gracias a la pesca. Las islas se visitan mejor durante los meses más secos de octubre a abril.
El kayak, la navegación, la observación de aves y el snorkel son también actividades de primer orden. En el interior, dos parques nacionales predominantemente continentales, el parque nacional Khao Phanom Bencha y Than Bokkhorani, ofrecen atracciones paisajísticas interiores, como cascadas y cuevas, y oportunidades para practicar el senderismo, la observación de aves y las excursiones ecológicas.
Las rocas de la playa de Railay, cerca de Ao Nang, han atraído a escaladores de todo el mundo y cada año son el escenario del Festival de la Roca y el Fuego a mediados de abril. Hay varias escuelas de escalada en la playa de Railay. La roca es de piedra caliza y tiene característicos bolsillos, salientes y caras. Railay tiene numerosas zonas de múltiples emplazamientos, la mayoría de los cuales parten de la propia playa. Un ejemplo famoso es la "Humanidad". Además, la escalada en aguas profundas es muy popular en las numerosas islas rocosas cercanas a las que se puede acceder en barco de cola larga. Otro destino popular es la Playa de las Conchas Fósiles, situada en Ban Laem Pho. La playa es famosa por sus conchas de caracol fosilizadas, habitantes del pantano de agua dulce que cubría esta zona hace unos 40 millones de años.

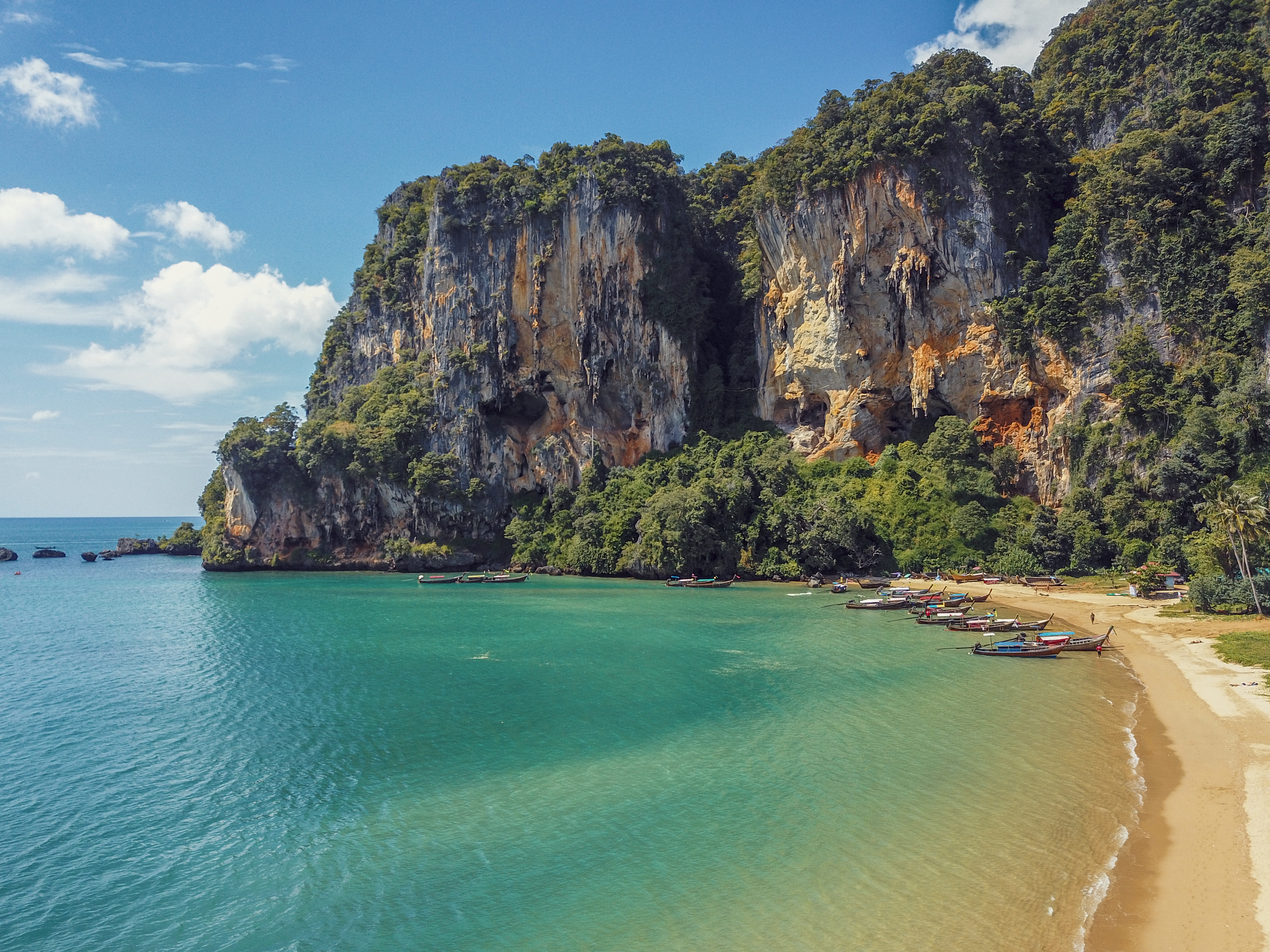
Bahía de Ton Sai

## Transporte
Desde 1999, la ciudad cuenta con el Aeropuerto Internacional de Krabi, sobre la carretera Phetkasem.